# 汉莎公园
汉莎公园（德語：Hansa-Park）是德国石勒苏益格-荷尔斯泰因锡尔克斯多夫的一座季节性遊樂園，濒临波罗的海。1977年开园，最初名为「Hansaland」，1987年更为现名。公园现面积为113英畝（0.46平方），共有超过125处景点。1973年至1976年间，原本是德国第一个的乐高乐园。